# Valdir José de Castro
Valdir José de Castro SSP (ur. 14 lutego 1961 w Santa Bárbara d’Oeste) – brazylijski duchowny katolicki, biskup Campo Limpo od 2022.

## Życiorys
12 grudnia 1987 otrzymał święcenia kapłańskie w zgromadzeniu paulistów. Był m.in. mistrzem nowicjatu, kierownikiem zakonnego apostolatu w São Paulo, a także przełożonym prowincji zakonnych w Argentynie oraz w Brazylii. W latach 2015–2022 pełnił funkcję generała paulistów.
14 września 2022 papież Franciszek mianował go biskupem diecezji Campo Limpo. Sakry udzielił mu 26 listopada 2022 kardynał Odilo Scherer.
W dniu 29 września 2022 został mianowany członkiem Dykasterii ds. Komunikacji Stolicy Apostolskiej.